# Marianka (powiat bełchatowski)
Marianka – wieś w Polsce położona w województwie łódzkim, w powiecie bełchatowskim, w gminie Bełchatów.
W latach 1975–1998 miejscowość należała administracyjnie do województwa piotrkowskiego.
Na zachód od wsi przepływa rzeka Rakówka.